# Hernán Büchi Buc
Hernán Alberto Büchi Buc  (Iquique, 6. ožujka 1949.) čileanski je profesor ekonomije i građevinar. 

## Životopis
Rodom je iz švicarsko-njemačke (po ocu) i hrvatske obitelji (po majci, Buć).
Diplomirao je građevinarstvo na Čileanskom sveučilištu, a poslijediplomski je studij MBA završio 1975. na sveučilištu Columbiji.
Razlikovao se od Čikaških momaka (čileanskih monetarističkih stručnjaka koji su se školovali kod M. Friedmana i Harbergera na Čikaškom sveučilištu ili u podružnici tog sveučilišta na Papinskom katoličkom sveučilištu Čilea) po izobrazbi. Usprkos različitoj izobrazbi, Büchi Buc je slijedio tržišno liberalnu gospodarsku politiku.

## Gospodarska karijera
Za vrijeme vojnog režima bio je ekonomskim savjetnikom ministra gospodarstva Pabla Baraone i poslije direktorom državnih poduzeća Industria Azucarera Nacional i Compañía de Teléfonos, potonje do 1978. godine.

## Politička karijera
Obnašao je dužnost glavnog nadzornika banaka i novčarskih ustanova u Čileu od 11. svibnja 1984. do 12. veljače 1985. godine. Na tu je dužnost došao poslije Francisca Ibáñeza Barcela, a naslijedio ga je na toj dužnosti Guillermo Ramírez Vilardell.
Nakon toga obnašao je dužnost ministra financija u zadnjim godinama diktature Augusta Pinocheta između 12. veljače 1985. i 5. travnja 1989. godine. Na tu je dužnost došao poslije Luisa Escobara Cerde, a poslije njega ministrom je bio Enrique Seguel Morel.
Pripada stranci Uniji neovisnih demokrata.

### Predsjednički izbori u Čileu 1989.
- Predsjednički izbori u Čileu 1989.[2]

| Kandidat                            | Savez                  | Stranka  | Glasovi   | Postotak % | Rezultati   |
| ----------------------------------- | ---------------------- | -------- | --------- | ---------- | ----------- |
| Hernán Büchi Buc                    | Democracia y Progreso  | neovisni | 2 052 116 | 29,40      |             |
| Francisco Javier Errázuriz Talavera | Unión de Centro Centro | neovisni | 1 077 172 | 15,43      |             |
| Patricio Aylwin Azócar              | Concertación           | PDC      | 3 850 571 | 55,17      | predsjednik |

## Vanjske poveznice
- Reseña biográfica de Hernán Büchi en la web del Instituto Libertad y Desarrollo
- [neaktivna poveznica]